# Li Dan
Li Dan (nacida el 19 de septiembre de 1989) es una gimnasta china de trampolín. Ganó la medalla de bronce del evento individual en los Juegos Olímpicos de Río de Janeiro 2016, por detrás de la canadiense Rosie MacLennan y la británica Bryony Page.
Ha obtenido diversas medallas en Campeonato Mundiales, como el oro en la competición individual de Odense 2015. En los Juegos Mundiales de 2013, ganó, junto a su compatriota Zhong Xingping, el primer lugar en el trampolín sincronizado.